# Harold Perrineau
Harold Perrineau, eg. Harold Williams Jr., född 7 augusti 1963 i Brooklyn, New York, är en amerikansk skådespelare. Han är mest känd för rollerna Augustus Hill i Oz och Michael Dawson i Lost. Han har även medverkat i filmer som Matrix Reloaded, Matrix Revolutions och Romeo och Julia.

## Uppväxt och privatliv
Perrineau föddes i Brooklyn, New York, son till Harold Williams och Sylvia Perrineau. Hans föräldrar ändrade sitt namn till Williams när han var sju år. Harold ändrade senare lagligt sitt namn tillbaka till sitt födelsenamn efter att ha upptäckt att det redan fanns en Harold Williams i Screen Actors Guild. Perrineau gick på Shenandoah University, men tog inte examen. Perrineau och hans fru, Brittany, har tre döttrar, Aurora Perrineau, född den 23 september 1994, Wynter Aria, född den 7 maj 2008, och Holiday Grace, född den 21 mars 2013.

## Skådespelarkarriär
År 1989 var Perrineau tillsatt rollen som Tyrone Jackson i scenframträdandet av filmen från 1980 Fame på Walnut Street Theatre i Philadelphia, Pennsylvania. Perrineau tog rollen som Link i The Matrix-serien efter att den ursprungliga rollen Tank skrevs ut ur manuset när Marcus Chong fick sparken över pengatvister. Lost-motspelaren Adewale Akinnuoye-Agbaje spelade mot Perrineau i HBO-serien Oz.
Perrineau spelade karaktären Michael Dawson i ABC:s succé Lost. Han skrevs tillfälligt ut ur serien när hans karaktär lämnade ön med sin son i slutet av säsong två, och medverkade inte alls i säsong tre. I juli 2007 meddelades det att Perrineau skulle återvända till huvudrollerna i seriens fjärde säsong. Detta var dock en kortlivad återkomst, eftersom den fjärde säsongen var hans sista säsong med en återkommande roll då Dawson dog i säsongfinalen. Han gästade senare i ett avsnitt av den sjätte och sista säsongen.
Perrineau medverkade 2008 i musikvideon "Yes We Can", och spelade karaktären Damon Pope, huvudantagonisten i säsong 5 av Sons of Anarchy.

## Musik
Sedan hans debutsingel "Stay Strong" från 2007 har Perrineau också arbetat på sin musikaliska karriär och samarbetar aktivt med musikproducenten Tomo in der Muhlen, känd som Tom Tom, på hans kommande debutalbum Seeker. Den första singeln, "Moving On" släpptes den 15 oktober 2011. Perrineau gillar göra liveshower där han uppträder med ett fullt band: två gitarrer, bas, trummor och keyboard. Han framträdde på Los Angeles-klubben The Mint i april 2010.

## Filmografi
| Filmer | Filmer                      | Filmer               | Filmer                                                              |
| År     | Titel                       | Roll                 | Notering                                                            |
| ------ | --------------------------- | -------------------- | ------------------------------------------------------------------- |
| 1988   | Shakedown                   | Tommie               |                                                                     |
| 1990   | King of New York            | Tjuv på tunnelbana   |                                                                     |
| 1995   | Smoke                       | Thomas "Rashid" Cole | Nominerad — Independent Spirit Award för bästa manliga skådespelare |
| 1996   | Blood and Wine              | Henry                |                                                                     |
| 1996   | Romeo & Julia               | Mercutio             |                                                                     |
| 1997   | På gränsen                  | Stephen              |                                                                     |
| 1998   | Lulu on the Bridge          | Bobby Perez          |                                                                     |
| 1999   | The Best Man                | Julian Murch         | Nominerad — Image Award för bästa manliga biroll - Film             |
| 1999   | Macbeth in Manhattan        | Kören                |                                                                     |
| 2000   | Woman On Top                | Monica Jones         |                                                                     |
| 2001   | Prison Song                 | Morbror Cee          |                                                                     |
| 2002   | On Line                     | Moe Curley           |                                                                     |
| 2003   | The Matrix Reloaded         | Link                 |                                                                     |
| 2003   | The Matrix Revolutions      | Link                 |                                                                     |
| 2007   | 28 veckor senare            | Flynn                |                                                                     |
| 2008   | Your Name Here              | Richard Roundtree    |                                                                     |
| 2008   | Gardens of the Night        | Orlando              |                                                                     |
| 2008   | Ball Don't Lie              | Jimmy                |                                                                     |
| 2008   | Felon                       | Lt Jackson           |                                                                     |
| 2010   | 30 Days of Night: Dark Days | Todd                 |                                                                     |
| 2010   | The Killing Jar             | John Smith           |                                                                     |
| 2011   | Seeking Justice             | Jimmy                |                                                                     |
| 2012   | Transit                     | Losada               |                                                                     |
| 2012   | Zero Dark Thirty            | Jack                 |                                                                     |
| 2013   | Snitch                      | Jeffrey Steele       |                                                                     |
| 2013   | Go for Sisters              | Wiley                |                                                                     |
| 2013   | Sexy Evil Genius            | Marvin               |                                                                     |
| 2013   | The Best Man Holiday        | Julian Murch         |                                                                     |
| 2014   | Sabotage                    | Jackson              |                                                                     |

| TV-serier             | TV-serier                         | TV-serier          | TV-serier                                                                          |
| År                    | Titel                             | Roll               | Notering                                                                           |
| --------------------- | --------------------------------- | ------------------ | ---------------------------------------------------------------------------------- |
| 1989                  | Cosby                             | Scott              | Avsnitt: "Dead End Kids Meet Dr. Lotus"                                            |
| 1990                  | I lagens namn                     | Jordan Hill        | Avsnitt: "Out of the Half-Light"                                                   |
| 1991–1993             | Lilly Harpers dröm                | Robert Evans       |                                                                                    |
| 1993                  | I lagens namn                     | Kenny Rinker       | 1 avsnitt                                                                          |
| 1997                  | Cityakuten                        | Isaac Price        |                                                                                    |
| 1997–2003             | Oz                                | Augustus Hill      | 55 avsnitt                                                                         |
| 2003                  | Mitt liv som död                  | Aroun Levert       | 1 avsnitt                                                                          |
| 2004–2006; 2008; 2010 | Lost                              | Michael Dawson     | 48 avsnitt Screen Actors Guild Award för bästa rollbesättning i dramaserie (Delad) |
| 2007                  | CSI: Crime Scene Investigation    | Pastor Rhodes      | 1 avsnitt                                                                          |
| 2009                  | The Unusuals                      | Detektiv Leo Banks |                                                                                    |
| 2010                  | CSI: New York                     | Reggie Tifford     | 1 avsnitt                                                                          |
| 2012                  | Sons of Anarchy                   | Damon Pope         | Antagonist i säsong 5                                                              |
| 2012                  | Phineas & Ferb                    | Varierande röster  |                                                                                    |
| 2012                  | Wedding Band                      | Stevie             | Huvudroll                                                                          |
| 2013                  | Law & Order: Special Victims Unit | Brian Tremore      | Avsnitt: "Secrets Exhumed"                                                         |
| 2013                  | Growing Up Fisher                 | Fred               |                                                                                    |
| 2014                  | Constantine                       | Manny              |                                                                                    |
| 2014                  | Z Nation                          | Lt. Hammond        | Avsnitt: "Puppies And Kittens"                                                     |
| 2017                  | Criminal minds                    | Calvin Shaw        |                                                                                    |

| Röst i datorspel | Röst i datorspel | Röst i datorspel | Röst i datorspel |
| År               | Titel            | Roll             | Notering         |
| ---------------- | ---------------- | ---------------- | ---------------- |
| 2003             | Enter the Matrix | Link             |                  |